# Font del Tarroner
La Font del Tarroner és una font del terme de Llimiana, a la part central del terme, a la Serra de Sant Andreu. És a 889 msnm, a llevant de la vila i al nord-est de Sant Andreu de Llimiana, prop del lloc anomenat Santa Joleta, en plena Serra de Sant Andreu.